# Чипсы

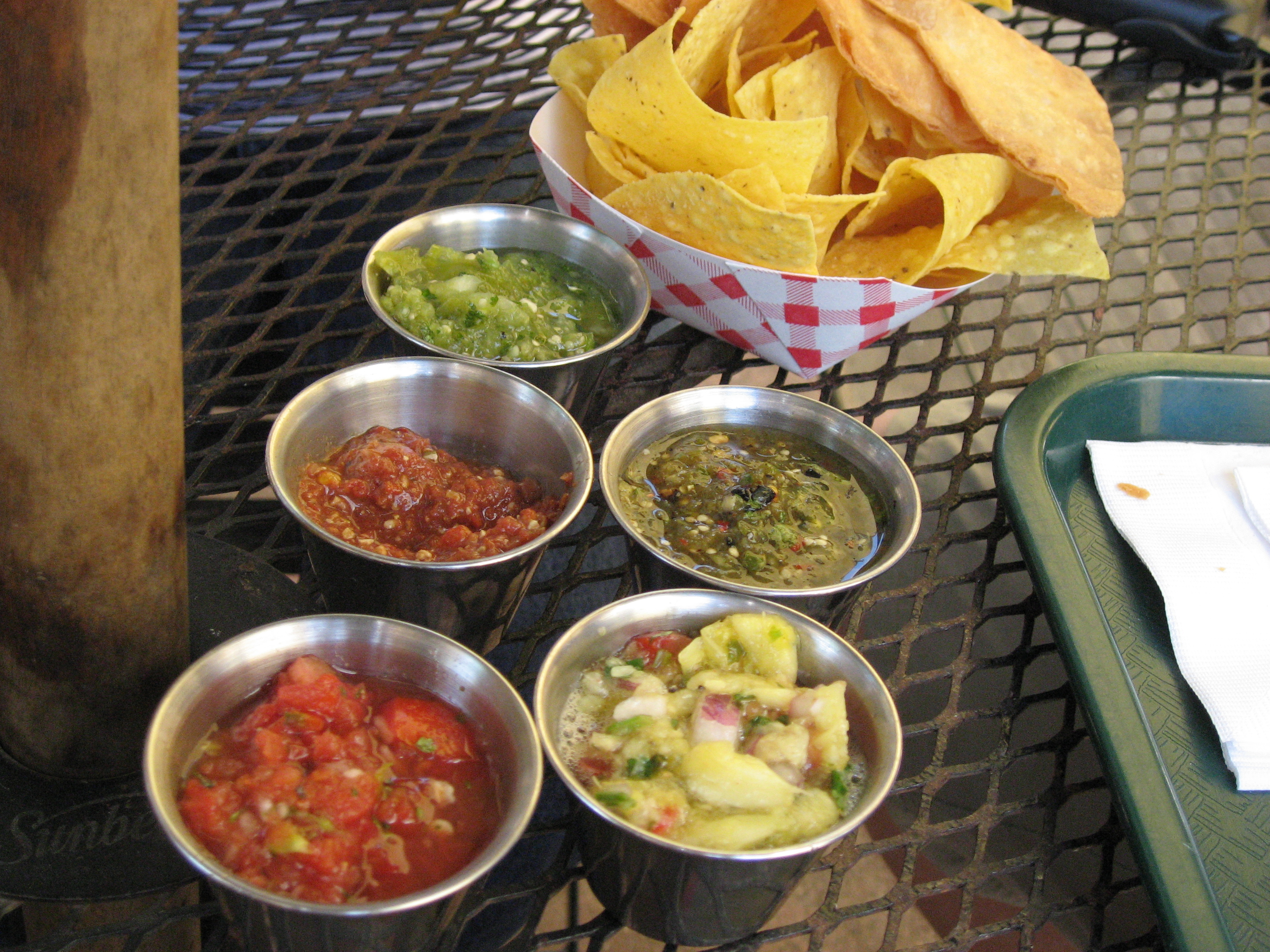
Чипсы со всевозможными приправами и соусами.

Чи́псы (амер. англ. chips, от chip — тонкий кусочек) — закуска, представляющая собой тонкие ломтики картофеля (в британском английском chips — картофель фри, чипсы — crisps), реже — других корнеплодов (например, топинамбура) или различных плодов, как правило, обжаренных в масле (фритюре). Также к чипсам иногда подают дип — густой соус, в который окунают чипсы.
В случае приготовления из высушенного тонкого слоя картофельного пюре, могут называться картофельными вафлями.
Картофельные чипсы являются преобладающей частью рынка закусок и полуфабрикатов в западных странах. Мировой рынок картофельных чипсов в 2005 году составлял 16,49 млрд долларов. В 2017 году этот показатель составил 35,5 % от общего объёма закупочных закусок (46,1 млрд долларов).

## История
Считается, что чипсы случайно придумал Джордж Крам (Джордж «Спек» Крам родился в 1822 году в городе Саратога-Лейк, штат Нью-Йорк; по происхождению — самбо: его отец был афроамериканцем, мать — индианкой из племени гуронов; впоследствии Спек взял фамилию Крам) 24 августа 1853 года, на курорте Саратога-Спрингс (США), работая шеф-поваром ресторана гостиницы Moon’s Lake Lodge. По легенде, одним из фирменных рецептов ресторана Moon’s Lake Lodge был «картофель фри». Однажды на ужине железнодорожный магнат Корнелиус Вандербильт вернул жареный картофель на кухню, пожаловавшись на то, что он «слишком толсто нарезан». Шеф-повар, Крам, решив подшутить над магнатом, нарезал картофель буквально бумажной толщины и обжарил. Но блюдо понравилось магнату и его друзьям.

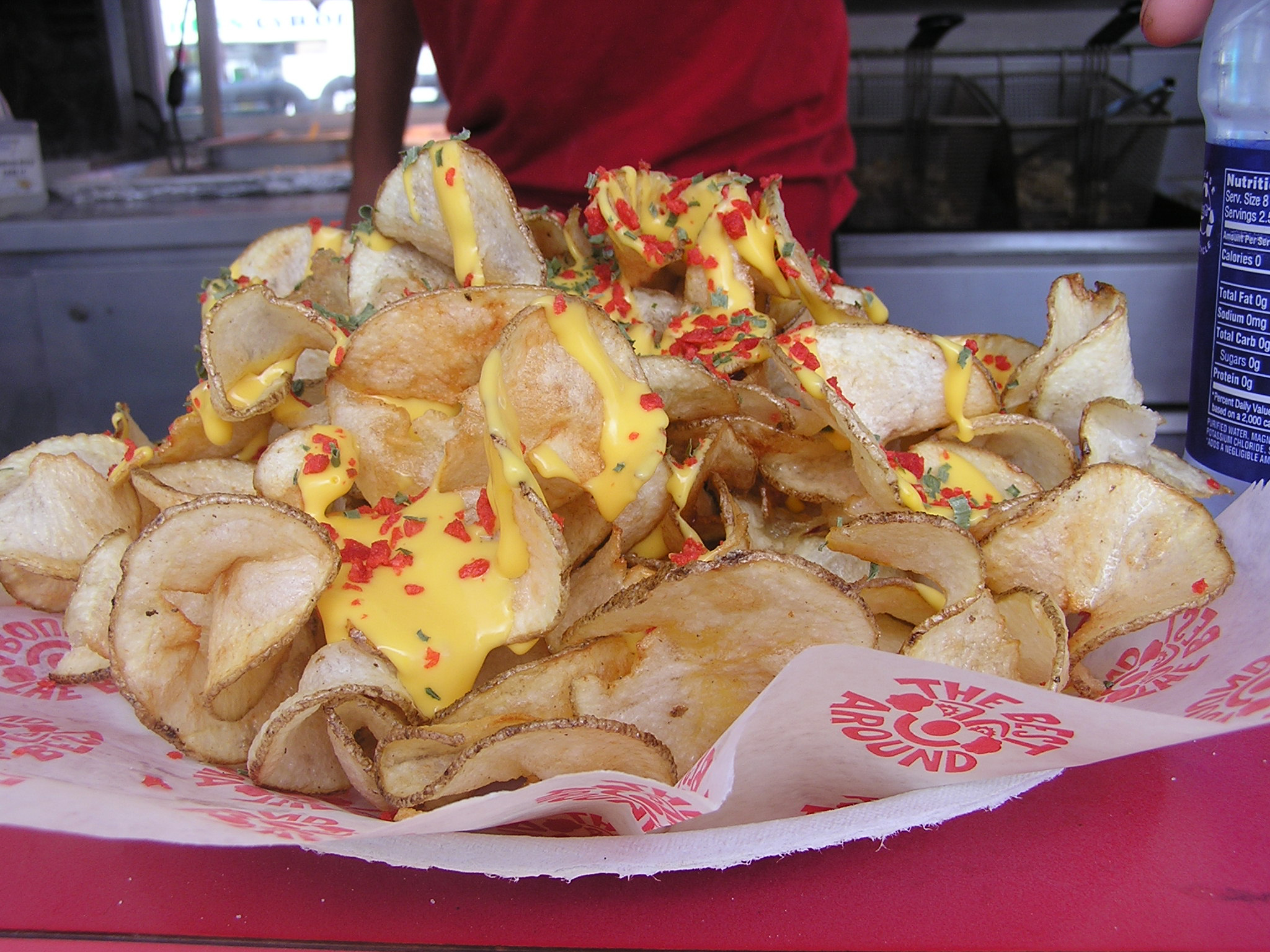
«Чипсы Саратога»

Рецепт прозвали «Чипсы Саратога». Через некоторое время чипсы стали самым популярным фирменным блюдом ресторана.
В 1860 году Крам открыл собственный ресторан (проработал до 1890 года), на каждом столике которого стояла корзина с чипсами. Ресторан быстро стал модным местом среди приезжих на курорт богатых американцев. Крам не продавал чипсы на вынос, но вскоре из-за простоты рецепта чипсы стали предлагаться в большинстве ресторанов.
В 1895 году Уильям Тэппендон начинает «мелкосерийное производство» чипсов, сначала на собственной кухне, позднее строит фабрику. Поставки производятся в Кливленд. Позднее Лаура Скаддер предлагает использовать в качестве упаковки вощёную бумагу. Так появляется концепция «пакетика чипсов». В 1932 году Херман Лэй учреждает в Нэшвилле, штат Теннесси, марку Lay's, которая стала первым национальным брендом чипсов, дожившим до наших дней.
В Великобритании суд постановил, что чипсы Pringles не являются картофельным изделием, так как содержание картофеля в них составляет не более 42 % (в процессе производства используется дрожжевое тесто, что позволяет их ассоциировать скорее с пирогами или печеньем). Строго говоря, они не являются и чипсами, так как изготавливаются из специально приготовленной смеси с использованием картофеля. В первичной инстанции иск был удовлетворён, однако апелляционный суд отменил это решение и вернул продукту наименование чипсов.

### В СССР и России
Первые в Советском Союзе чипсы, которые появились в 1963 году, назывались «Хрустящий картофель Московский в ломтиках» и производились в Москве на предприятии Моспищекомбинат № 1, позднее именовавшимся МЭКПП «Колосс».

## Вред для здоровья
В чипсах содержатся трансжиры, которые нарушают иммунитет человека, увеличивают риск развития диабета, онкологических заболеваний, снижают количество тестостерона, нарушают обмен простагландинов (регулирующих множество процессов в организме и находящихся практически во всех тканях и органах), нарушают работу цитохром с-оксидазы — главного фермента, обезвреживающего канцерогенные и некоторые лекарственные токсины. По результатам 14-летних наблюдений английских учёных, опубликованных в en:British Medical Journal (№ 11, 1998), смертность от ишемической болезни сердца и число инфарктов миокарда среди любителей продуктов, содержащих трансизомеры жирных кислот, намного выше, а рак молочной железы встречается на 40 % чаще.

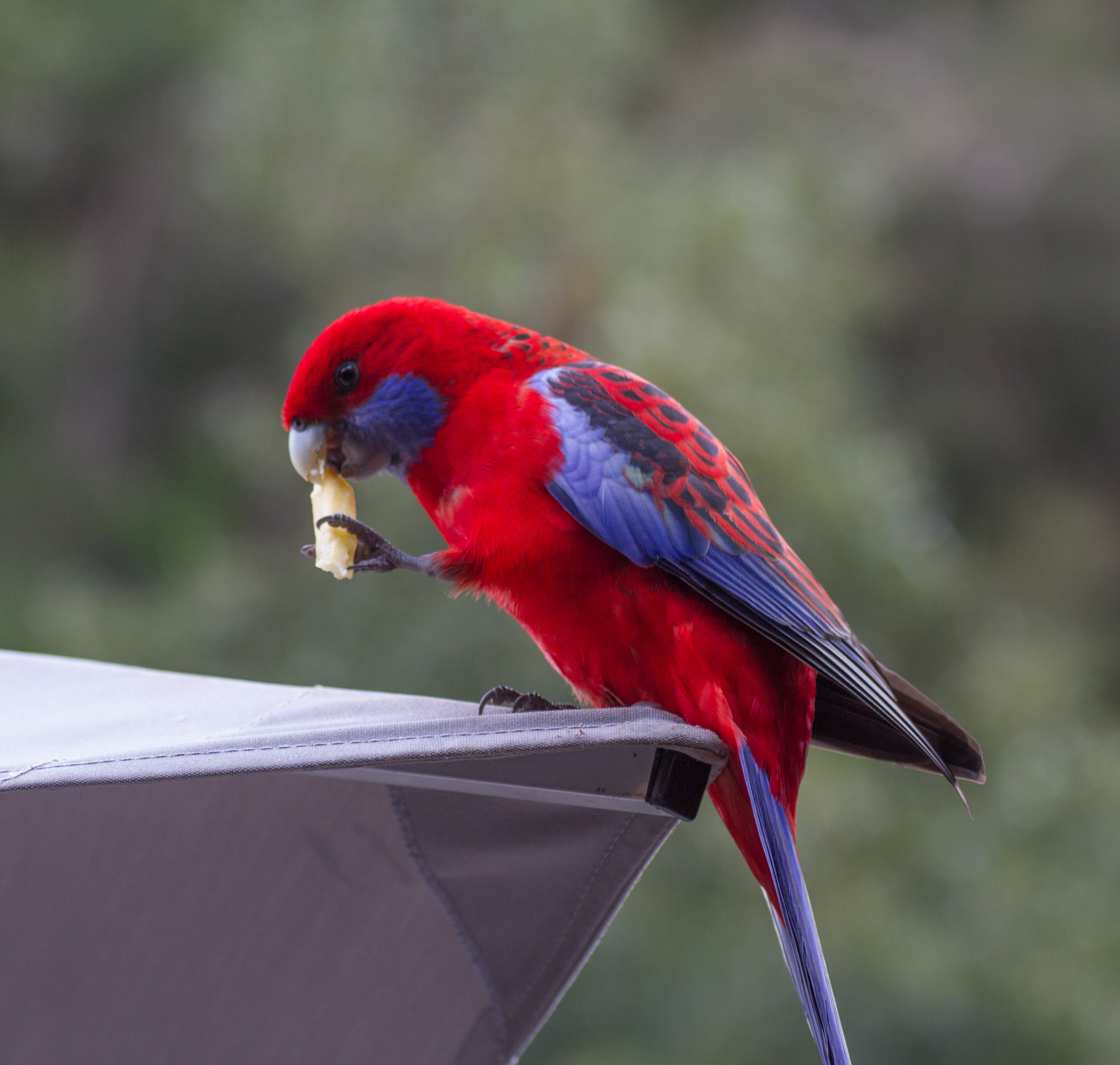
Благородный зелено-красный попугай ест чипсину

Также в чипсах содержится акриламид (2-пропенамид) наравне с другими крахмалистыми продуктами, подвергавшимися тепловой обработке (например жареном картофеле, хлебе), но не при варении. Это токсичное вещество, поражающее, в основном, нервную систему, печень и почки, возможный канцероген, в виде порошка это вещество может приводить к расстройству нервной системы (потение, слабость конечностей, потеря веса, регенерация и восстановление от 2 до 12 месяцев). 

## Галерея продукции

Галерея продукции
Lay's, самый крупный в мире бренд чипсов
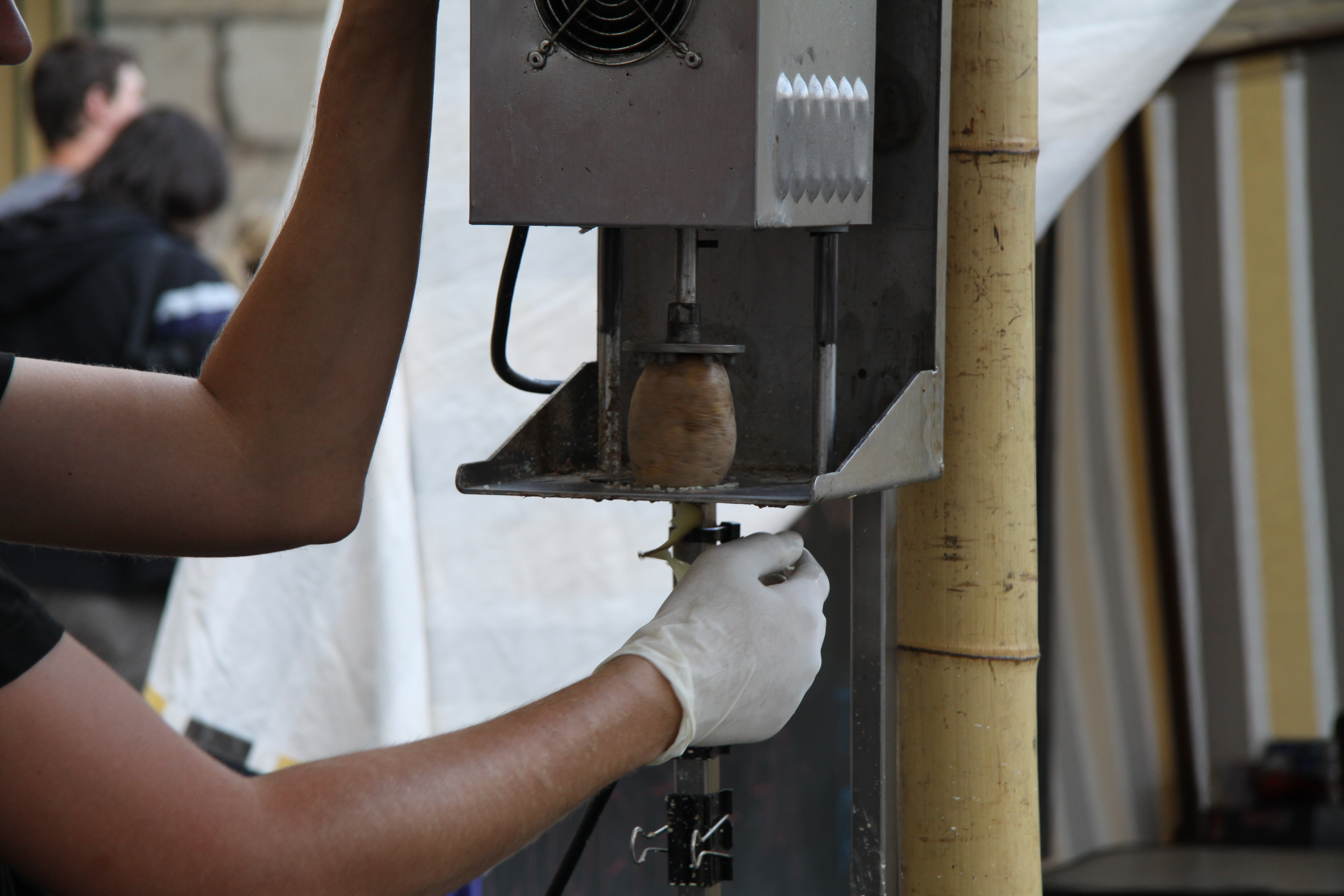
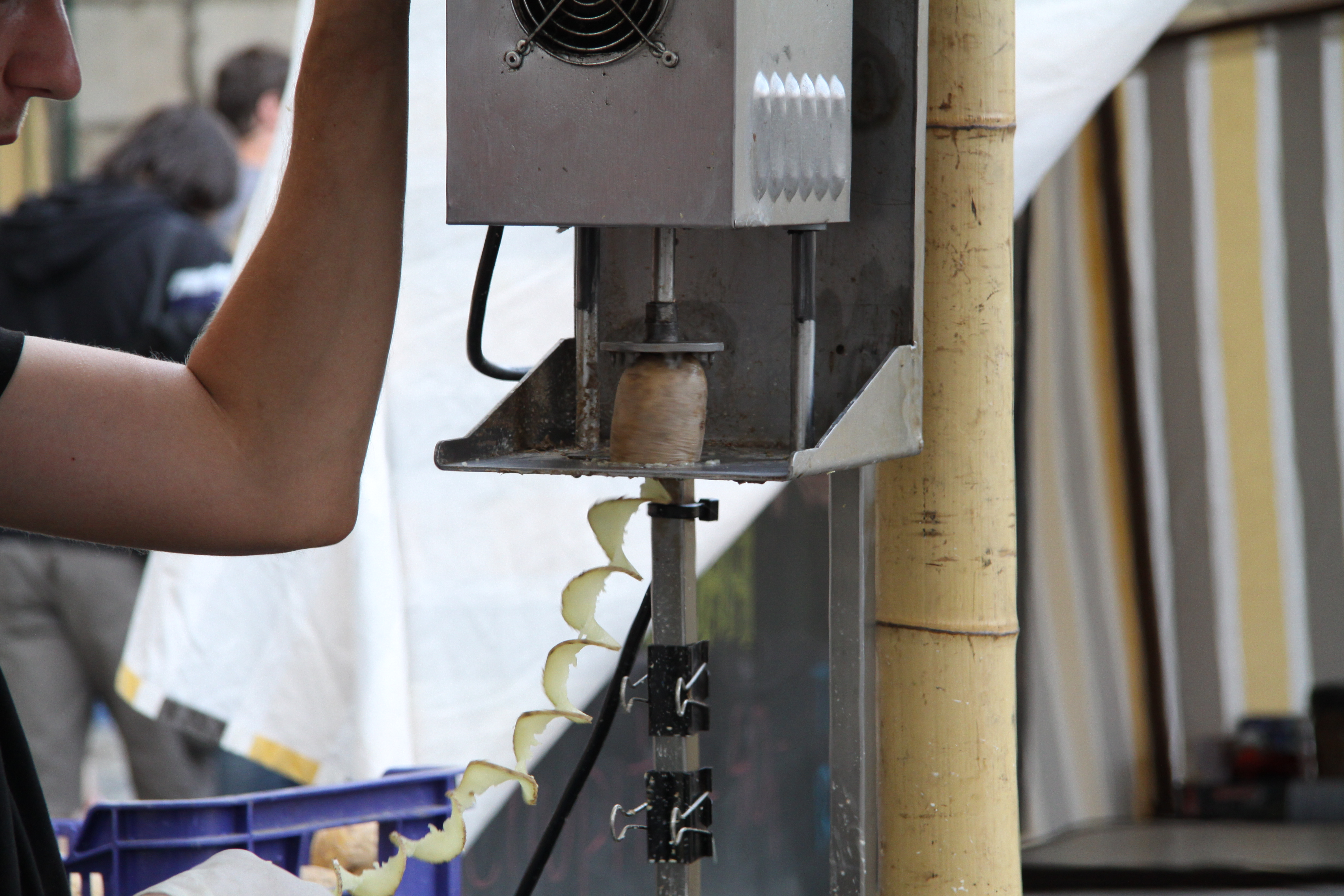
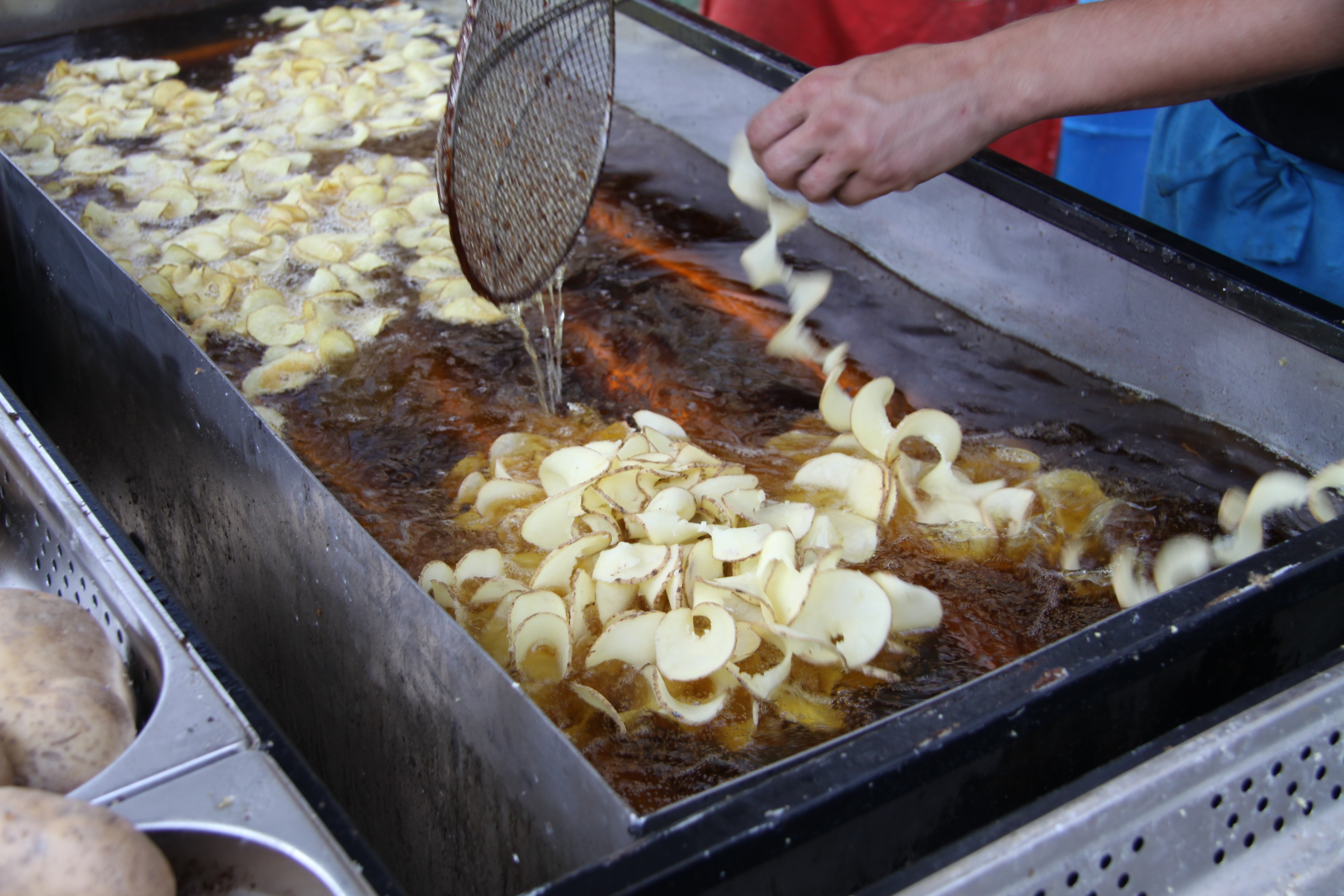
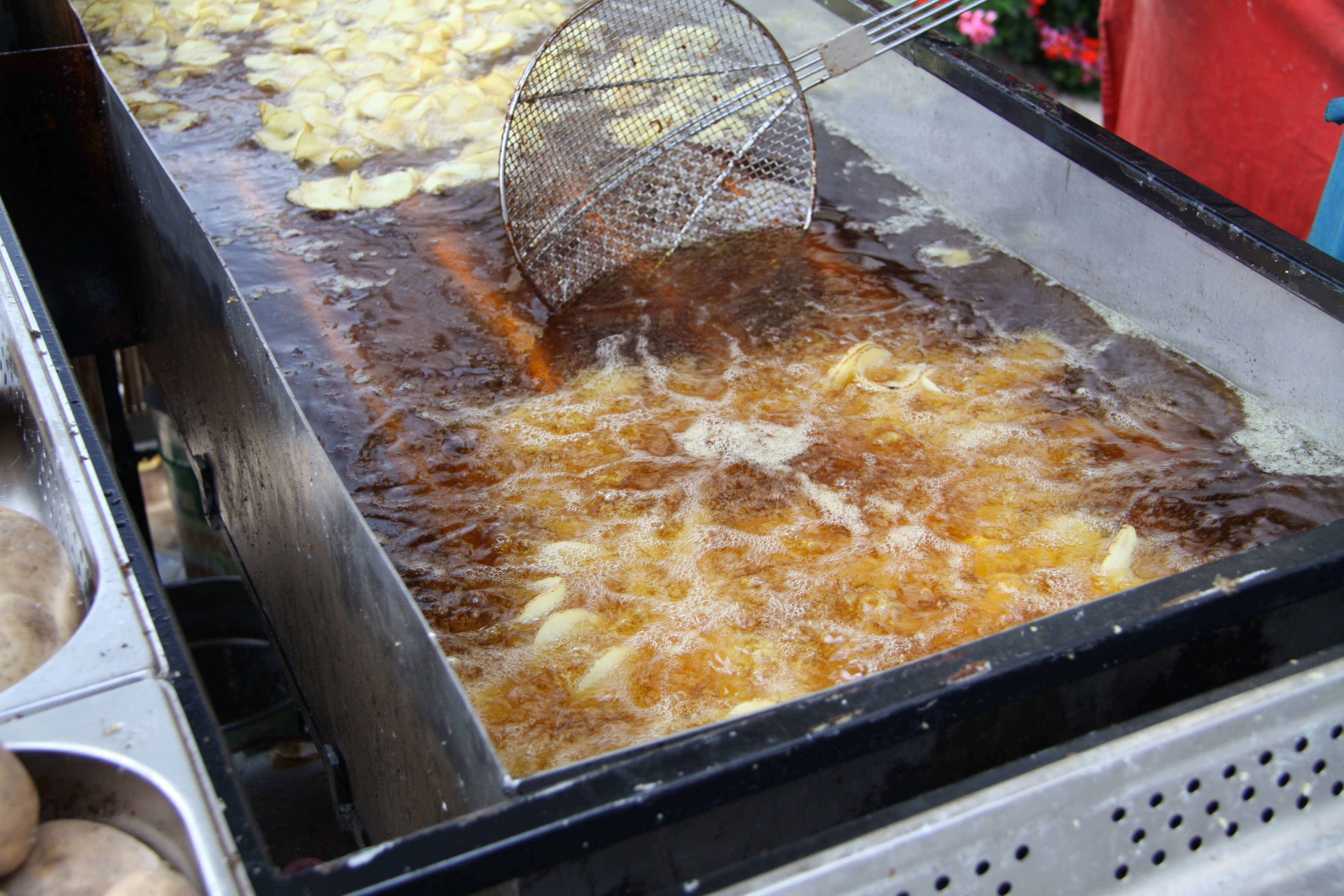
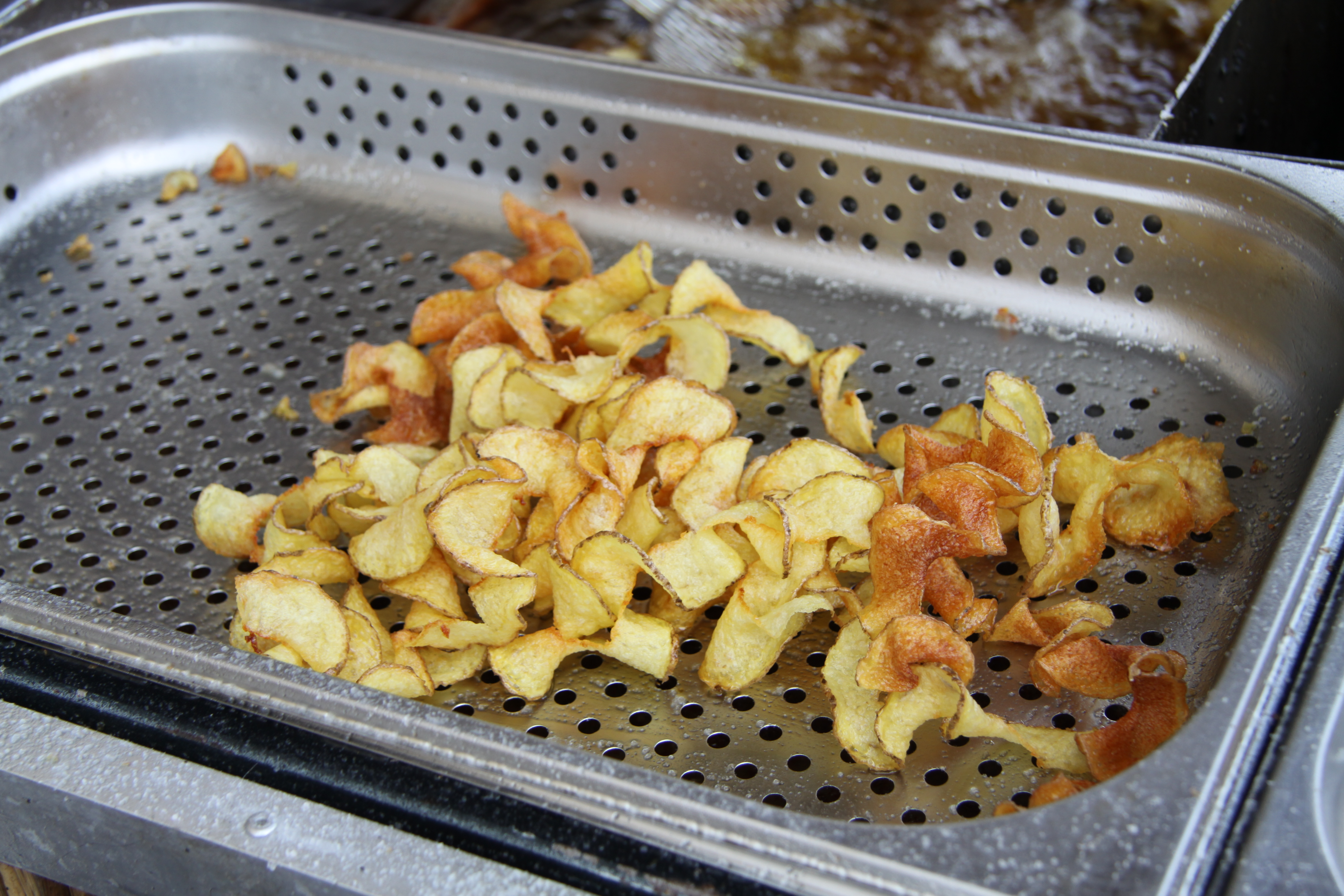
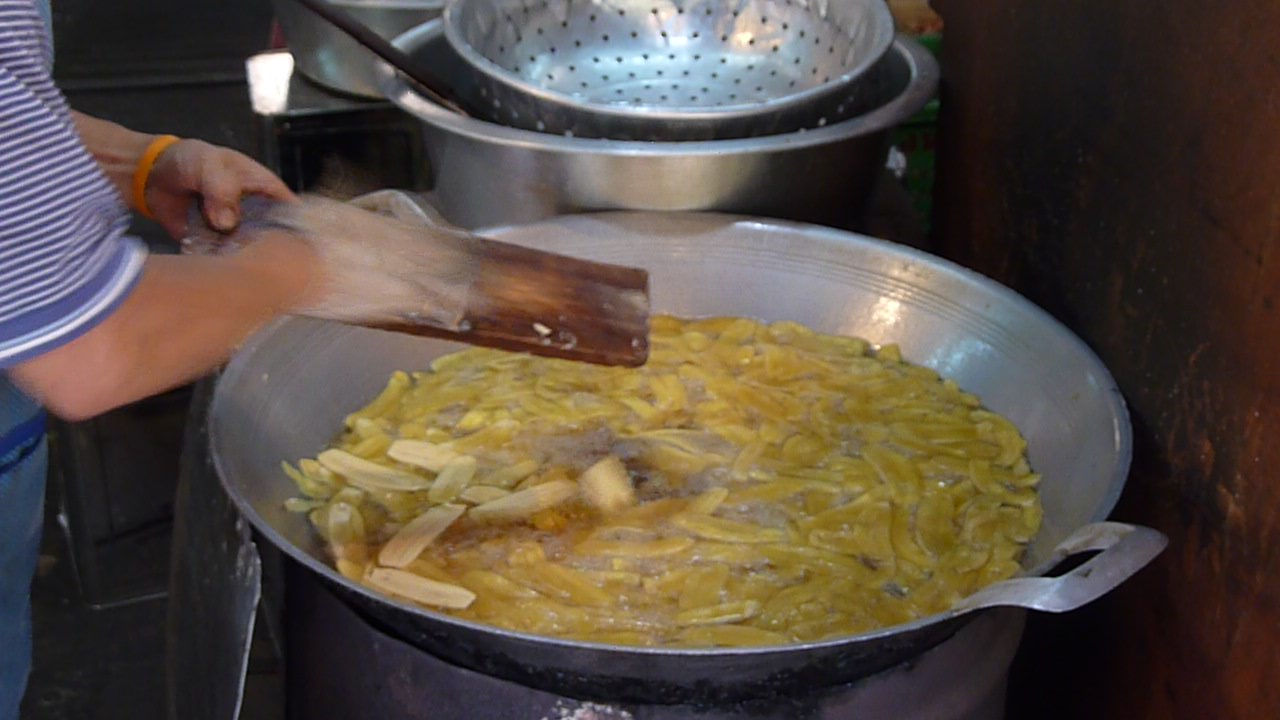
Приготовление банановых чипсов